# Liste von Vereinigungen pädophiler Aktivisten
Die Liste von Vereinigungen pädophiler Aktivisten nennt bestehende und ehemalige Vereinigungen, die sich vor dem Hintergrund der Pädophilenbewegung für einvernehmliche sexuelle Beziehungen zwischen Erwachsenen und Kindern und Jugendlichen einsetzen bzw. einsetzten.

## Liste

### Deutschland
- Arbeitsgemeinschaft Humane Sexualität (AHS): gegründet 1983
- Arbeitsgemeinschaft Pädophilie Düsseldorf: regionale Einrichtung der Fachgruppe Pädophilie in der Arbeitsgemeinschaft Humane Sexualität, 2006 gab es hier Festnahmen wegen des Verdachts auf Austausch kinderpornografischen Materials.
- Bundesarbeitsgemeinschaft Schwule, Päderasten und Transsexuelle (BAG SchwuP): bestand innerhalb der Grünen, aufgelöst 1987.[1]
- Deutsche Studien- und Arbeitsgemeinschaft Pädophilie (D.S.A.P.): bestand von 1979 bis 1983, als ihr Nachfolger gilt die AHS
- Indianerkommune: 1972 in Heidelberg gegründet, später bis Ende der 1980er Jahre in Nürnberg aktiv[2]
- Kanalratten: Organisation pädophiler homosexueller Frauen im Umfeld der Indianerkommune[3]
- Krumme 13 (K13): aktiv seit 1993, heute firmiert eine vom Vereinsgründer Dieter Gieseking betriebene Website unter diesem Namen[4]
- Pädophile Selbsthilfe- und Emanzipationsgruppe München (SHG),[5] gegründet 1979,[6] polizeiliche Durchsuchungen im Jahr 2003,[7] auf verschlüsselten Datenträgern konnte etwa ein Drittel von insgesamt 500.000 kinderpornografischen Dateien erschlossen werden[8]
- Verein für sexuelle Gleichberechtigung: primär Homosexuellen-Initiative, Sitz München, gegründet 1973, aufgelöst 1988[9]

### Niederlande
- Vereniging Martijn (1982–2014)[10]
- Partij voor Naastenliefde, Vrijheid en Diversiteit, existierte als politische Partei von 2006 bis 2010

### Vereinigte Staaten
- North American Man/Boy Love Association (NAMBLA)

### Vereinigtes Königreich
- Paedophile Information Exchange (PIE), aufgelöst 1984[11]